# 尚庄街道
尚庄街道，是中华人民共和国江西省宜春市丰城市下辖的一个乡镇级行政单位。

## 行政区划
尚庄街道下辖以下地区：
尚庄社区、兰丰社区、华兴社区、范家社区、北坑社区、宏岗社区、石上社区、泉塘社区、杨溪社区、建设社区、丰源社区、云庄村、后港村、田北村、马塘村、洪塘村和侯塘岗村。